# Sant Julià de Ramis
Sant Julià de Ramis ist eine katalanische Gemeinde in der Provinz Girona im Nordosten Spaniens. Sie liegt in der Comarca Gironès.

## Sehenswürdigkeiten
- Kirche Sant Cosme i Sant Damià
- Burgruine Montagut
- Castellum Fractum, Ruinen einer spätrömischen Festung